# Cornelio Moyano Gacitúa
Cornelio Moyano Gacitúa ( Córdoba, 26 de septiembre de 1858 - Alta Gracia, provincia de Córdoba, Argentina, 29 de julio de 1911 ) fue un Ministro de la Corte Suprema de Justicia de Argentina.

## Biografía
El padre de Moyano Gacitúa luchó contra Facundo Quiroga junto al general José María Paz y, encarcelado en Buenos Aires durante el rosismo, logró huir a Montevideo y después viajó a Chile.
Cornelio Moyano Gacitúa estudió en la Universidad Nacional de Córdoba, donde en 1882 se doctoró en leyes e ingresó en la administración de justicia provincial. En 1887 fue nombrado para ocupar el juzgado federal de la provincia y en 1902, al crearse las cámaras federales de apelación, fue nombrado miembro de la de Córdoba  junto a los Doctores Simeón Aliaga y Pablo Julio Rodríguez. Aficionado a la literatura, fue uno de los fundadores del “Ateneo Científico y Literario de Córdoba”, que llegó a presidir.
Estudioso y seguidor de los postulados del positivismo penal, apreciaba la obra de Cesar Lombroso y la aplicación en materia penal de la experimentación, el interés por el delincuente y el estudio de los factores que lo llevaban a delinquir, pero se mantuvo apegado a la tesis del libre albedrío, no aceptaba algunas de las conclusiones de la escuela positiva y escribió: “…el tipo criminal  de la escuela lombrosiana, una verdadera creación alejada de la realidad y combatida por la misma ciencia experimental”. 
Desde su cátedra de profesor en la Universidad de Córdoba transmitió sus enseñanzas durante 18 años, hasta que fue designado para integrar la Core Suprema de Justicia.
En su Curso de Ciencia Criminal y Derecho Penal Argentino (1899), sostiene que el Derecho Penal es parte integrante de la misma Ciencia Criminal y su influencia fue beneficiosa tanto para el avance de la Ciencia Penal y del Derecho Penal, como para la comprensión del delito, del delincuente y de la aplicación de la pena.
Su segunda obra fue La delincuencia argentina ante algunas cifras y teorías  (1905), de la cual dijo César Lombroso: “Su trabajo es el más importante de Sociología y Antropología Criminal aparecido en estos dos últimos años y en ambos mundos; y me considero feliz de haberlo recibido”. Por su parte, Sebastián Soler dijo que el libro “es una verdadera sociología criminal argentina lograda mediante la preferente aplicación del método estadístico”.

Moyano Gacitúa, que había publicado el trabajo titulado La pena de penitenciaría y el proyecto de Código Penal  (1895) comentando el proyecto de reforma penal que en 1891 habían realizado por tres destacados penalistas atraídos por la escuela positiva, Norberto Piñero, Rodolfo Rivarola y José Nicolás Matienzo, luego procurador general de la Corte, fue convocado en 1904 por el presidente Quintana para integrar una nueva comisión para revisar el Código; el informe, presentado dos años después, fue uno de los antecedentes del Código que se aprobó en 1922.
Mediante un decreto del 18 de mayo de 1905 el presidente Quintana designó a Cornelio Moyano Gacitúa para reemplazar a Abel Bazán como juez de la Corte Suprema de Justicia.
Su labor en el Tribunal se interrumpió por unos meses a comienzos de 1907 cuando fue designado interventor federal de la provincia de San Juan en la cual el 7 de febrero el gobernador Manuel José Godoy había sido derrocado por un movimiento de partidos opositores; el interventor dispuso la caducidad de los poderes derrocados y convocó a elecciones para completar el período de Godoy y de nuevos legisladores.
Hacia fines de 1909 tuvo problemas de salud y cesó por decreto del 10 de octubre de 1910, otorgándosele la jubilación (otras fuentes dicen que recién cesó al fallecer). Se radicó en su provincia natal y falleció en Alta Gracia el 29 de julio del año siguiente.